# Lappberg
Lappberg (Zweeds: Lappinvaara) is een plaatsaanduiding binnen de Zweedse gemeente Gällivare. Het bestaat uit een halteplaats (sinds 1915; code Lab) en rangeermogelijkheid aan de Ertsspoorlijn. Deze halte geeft voornamelijk wandelaars en skiërs toegang tot het Kaitum Natuurreservaat en het Sjaunja Natuurreservaat. De halte is niet bereikbaar via de weg of het moet een plaatselijk aangelegd zandpad zijn, dat ongeschikt is voor "normaal" verkeer. De laatste jaren wordt Lappberg genoemd als plaats waar een windmolenpark aangelegd zal worden, in plaats van het verderop gelegen Sjisjka.
Het wordt nog weleens verward met Lappberget; een heuvel ten zuidwesten van het stadje Överkalix (plaats).